# Maybe是藉口
《Maybe是藉口》（日语：言い訳Maybe），是AKB48的第13张单曲。通常盘与剧场盘两种式样分别由You，Be Cool!/KING RECORDS与NEW KING RECORDS在2009年8月26日发售。中心成員由前田敦子擔當。

## 概要
單曲分為通常盤・劇場盤。本作的選拔成員系由自前作《惊喜之泪！》发售日前一天起，至7月上旬进行的“AKB48選拔總選舉”中前21名的成员组成。当中，前12名的成员为通常盘的封面成员，并作为媒体選拔参加相关活动。第22-30名的成员则是组成“Under Girls（アンダーガールズ）”，演唱B面单曲《无法飞翔的凤蝶》（飛べないアゲハチョウ）。
在发售前的2009年8月5日起即由“来电铃声”进行了先行音樂下載。
广告标语为“其实…可能是喜欢的”（本当は…好きなのかもしれない）。
在过去三作（《大声钻石》、《10年樱》与《惊喜之泪！》）中均担任A面作曲、编曲工作的井上義正，在本作改为担任B面单曲。
印在封面及CD盘面等处的字样是由当时所属Team K的小野惠令奈 所写。
发售前一日Oricon公信榜单日榜中，推定销量达5.7万张，力压SMAP同日发售的单曲《悄悄地 緊緊地／Super Star★》（そっと きゅっと/スーパースター★），获得单日第一。当周销量最终达9.1万张，仅次于上述SMAP单曲，位列周榜第二。

## MV
PV的导演工作继《大声钻石》、《10年樱》与《惊喜之泪！》之后，再次由高橋榮樹担任。PV当中学校的场景是在千叶县香取市的千叶县立房总之村内旧学习院初等科讲堂，骑自行车的场景是在同市的佐原地区进行的拍摄。ビシバシステム特别出演当中教师角色。PV开头的棒球比赛部分，本来是惯用左手的前田为配合拍摄采用的是右手。
宮崎美穂虽被选入选拔组，但由于身体不适，未能参加PV拍摄。
本作起B面单曲也拍摄并收录了PV。次作《RIVER》起第三轨收录曲目也有PV拍摄。

## 媒體使用
Maybe是藉口
- 日本电视台、中京电视台《AKBINGO!》片尾主题歌
- 日本电视台系《天才!志村动物园》片尾主题歌
- TBS系《都交给秋子吧!（日语：アッコにおまかせ!）》片尾主题歌
- 东京电视台系《周刊AKB》片尾主题歌

## 收录曲目

### 通常盘
1. 《Maybe是藉口》（言い訳Maybe）[4:09]
作词：秋元康，作曲：俊龙，编曲：野中"まさ"雄一，和声：小嶋陽菜
2. 《无法飞翔的凤蝶》（飛べないアゲハチョウ）[3:41]
作詞：秋元康，作曲、编曲：井上義正（日语：井上ヨシマサ）
3. 《Maybe是藉口》（off vocal ver.）
4. 《无法飞翔的凤蝶》（off vocal ver.）

DVD
1. 《Maybe是藉口》PV
2. 《无法飞翔的凤蝶》PV
3. AKB48总选举档案（総選挙ドキュメント）

特典（仅限初回生产部分）
- 全国握手会参加券

### 劇場盤
1. 《Maybe是藉口》
2. 《无法飞翔的凤蝶》
3. 《Maybe是藉口》（off vocal ver.）
4. 《无法飞翔的凤蝶》（off vocal ver.）

特典
- AKB48总选举风格生写真一张（共95种）
- 剧场盘发售纪念大握手会参加券（chara-ani预约特典）

## 選拔成員
括号内标注数字为选拔组总选举的名次

### Maybe是藉口
（中央位置：前田敦子）
- Team A：板野友美（7）、北原里英（13）、小嶋陽菜（6）、佐藤亚美菜（8）、佐藤由加理（15）[5]、篠田麻里子（3）、高橋南（5）、前田敦子（1）、峯岸南（16）、宮崎美穗（18）
- Team K：秋元才加（12）[5]、大島優子（2）、小野惠令奈（11）、河西智美（10）、倉持明日香（21）[6]、宮澤佐江（14）
- Team B：浦野一美（17）、多田愛佳（20）[7]、柏木由紀（9）、渡邊麻友（4）
- SKE48 Team S：松井珠理奈（19）

粗体标注者为通常盘封面成员
浦野一美 与佐藤亚美菜是首次进入选拔组。佐藤由加理、秋元、仓持与多田在前作落选，本作中重返。此外，前作选拔组中藤江れいな、指原莉乃、仁藤萌乃、小森美果与松井玲奈落选（指原与松井当选Under Girls）。
选拔组最后一名（21）的仓持与Under Girls首位（22）米泽的票数差仅有3票。

### 无法飞翔的凤蝶
“Under Girls”名义
- Team A：高城亚树（23）
- Team K：大堀惠（24）、增田有华（25）、松原夏海（30）
- Team B：片山陽加（28）、指原莉乃（27）、平嶋夏海（26）、米澤瑠美（22）
- SKE48 Team S：松井玲奈（29）

## 备注
1. ↑  包含音樂下載单曲《Baby! Baby! Baby!》。若包含独立制作时期单曲则为第15张。
2. ↑  小野惠令奈过去也曾题写过《想见你》、《大声钻石》（}）的标题文字。
3. ↑  . The Natsu Style. 2009年8月26日  [2011-04-08]. （原始内容存档于2010-08-28）.
4. ↑  . The Natsu Style. 2009年9月1日  [2011-04-08]. （原始内容存档于2011-06-15）.
5. 1 2  自第10张单曲《大声钻石》以来，时隔10个月再次进入选拔组。
6. ↑  自第11张单曲《10年樱》以来，时隔5个月再次进入选拔组
7. ↑  自第8张单曲《樱花的花瓣们2008》以来，时隔1年半再次进入选拔组。
8. ↑  浦野一美参加了独立制作时期樱花的花瓣们、裙襬飘飘的录制，但这两作均为当时的Team A全体成员参加，故进入选拔组是第一次。